# Formica selysi
Formica selysi (лат.) — вид средних по размеру муравьёв рода Formica (Serviformica, Formicidae).

## Распространение
Западная Европа (Австрия, Албания, Германия, Испания, Франция, Швейцария, Швейцария).

## Описание
Длина около 7 мм. Окраска рабочих муравьёв одноцветная серовато-чёрная. Усики 12-члениковые у самок и рабочих и 13-члениковые у самцов. Стебелёк между грудью и брюшком у всех каст состоит из одного членика петиоля. Чешуйка стебелька расширяется кверху.
Ассоциирован с гусеницами бабочек голубянок алексис (Glaucopsyche alexis) (Obregon et al. 2015).

## Систематика
Впервые был описан в 1918 году бельгийским энтомологом Жаном Бондруа (Jean Bondroit; 1882—1952) под первоначальным триноминальным названием Formica cinerea var. selysi Bondroit, 1918 по материалам из Франции. В статусе отдельного вида с 1977, когда был установлен швейцарским мирмекологом Х. Куттером (Kutter, 1977).